# Auraeus Solito

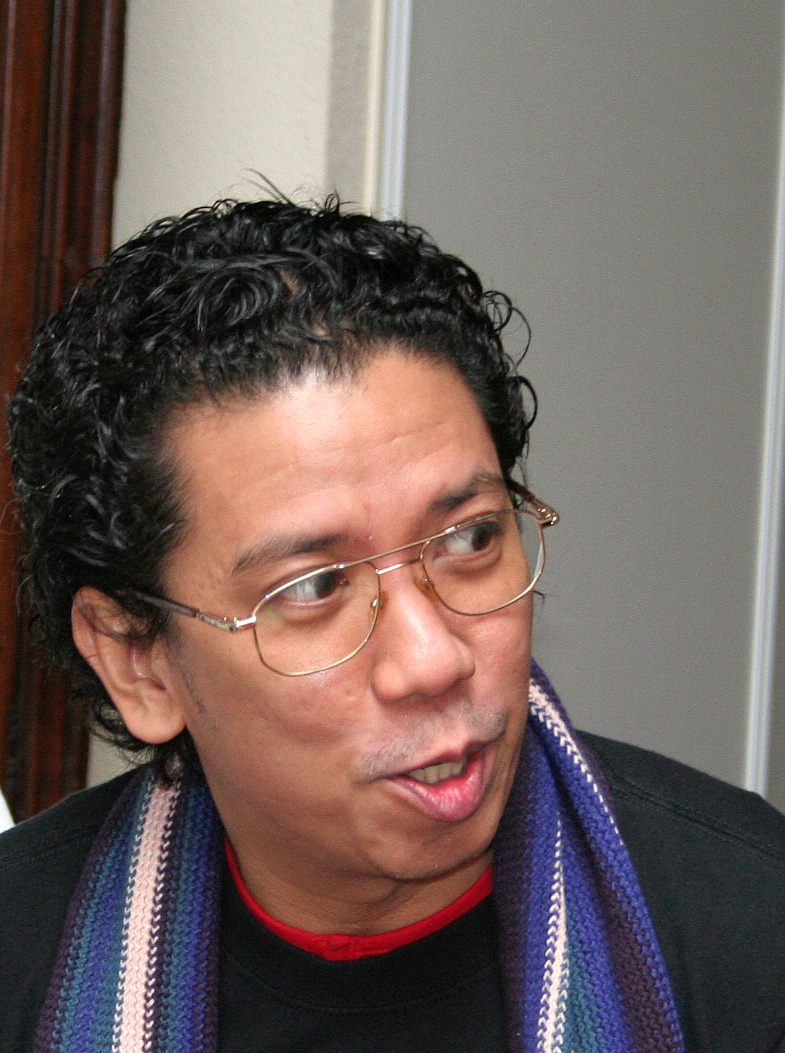
Aureus Solito, vor 2009

Auraeus Solito (* 1969 in Manila) ist ein philippinischer Filmregisseur und Filmproduzent.

## Leben
Nach seiner Schulzeit studierte Solito an der Philippine Science High School auf den Philippinen.

## Filmografie (Auswahl)
- 2005: The Blossoming of Maximo Oliveros (Tagalog: Ang Pagdadalaga ni Maximo Oliveros)
- 2005: Tuli
- 2007: Philippine Science
- 2009: Boy

## Preise und Auszeichnungen (Auswahl)
- 2006: Teddy Award für Bester Spielfilm: The Blossoming of Maximo Oliveros
- 2006: Internationale Filmfestspiele Berlin: Lobende Erwähnung von der Kinderjury des Kinderfilmfests und Großer Preis des Deutschen Kinderhilfswerks für "The Blossoming of Maximo Oliveros"